# بوبي ماكفيرين
بوبي ماكفيرين (بالإنجليزية: Bobby McFerrin، وُلد 1950) هو مغني، قائد الأوركسترا وموسيقي أمريكي. مشهور بصوته المتنوع والمميز وقدرته على استعماله كآلة موسيقية فردية. حصل على شهرة عالمية بفضل أغنيته "Don't Worry, Be Happy" التي أصدرت عام 1988. كما فاز ماكفيرين بأكثر من جائزة غرامي بفضل هذه الأغنية.

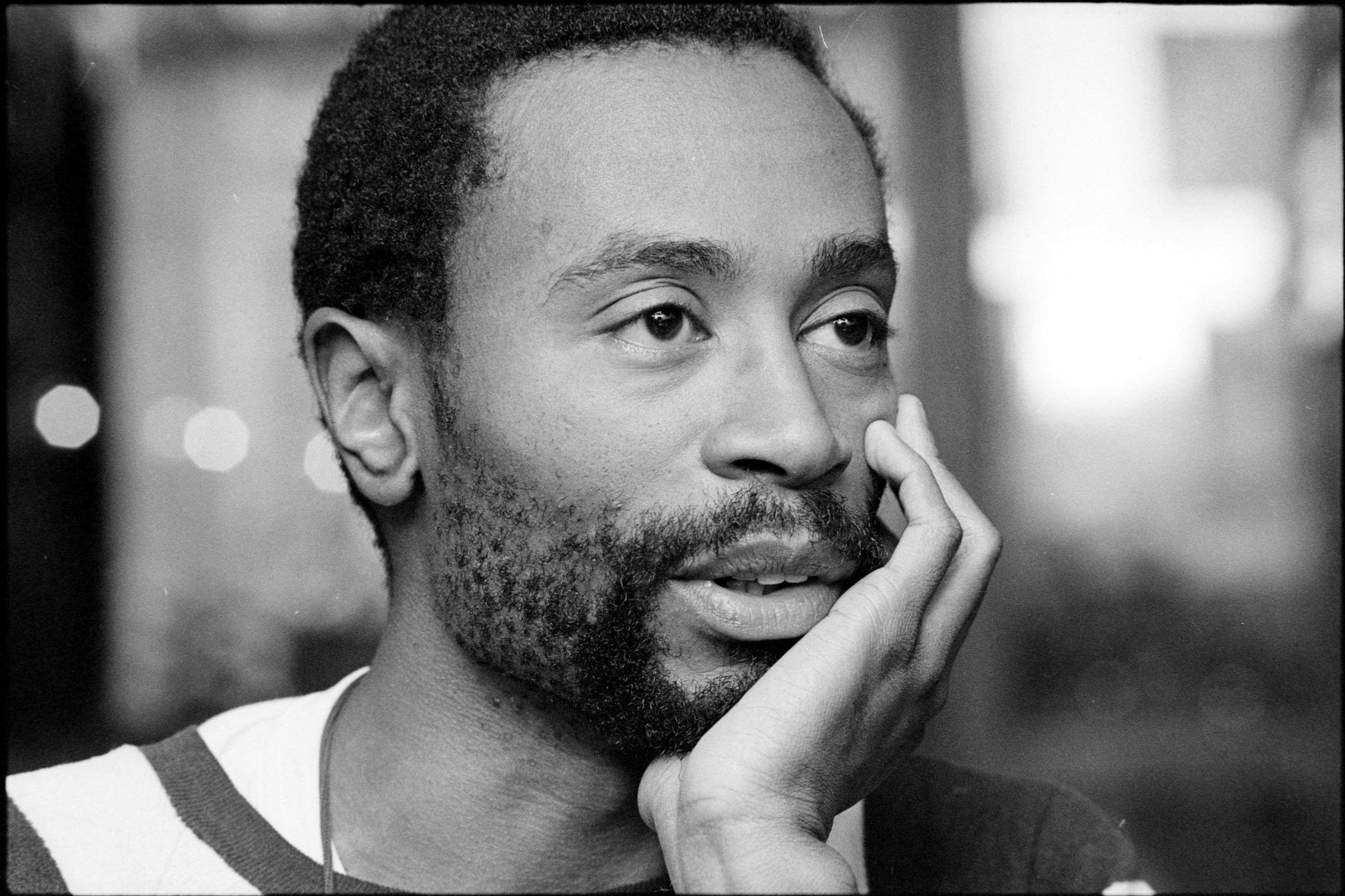
بوبي ماكفيرين عام 1982

## حياته المبكرة
وُلد ماكفيرين في مانهاتن، نيويورك لعائلة موسيقية، حيث كان والده روبرت ماكفيرين مغني أوبرا معروفًا، ووالدته مطربة سوبرانو ومعلمة للموسيقى. بدأ مسيرته الموسيقية بالعزف على البيانو، لكن في ما بعد توجه إلى مجال الغناء وأصبح أحد الأصوات الفريدة في عالم الموسيقى. درس في كلية كاليفورنيا في سانتا كروز وفي معهد الموسيقى في كاليفورنيا، حيث اكتسب معرفته الموسيقية.

## مسيرته المهنية والموسيقية
بدأ بوبي ماكفيرين مسيرته المهنية في السبعينيات كعازف بيانو في فرق موسيقية مختلفة، ولكن خلال الثمنينيات تحول للتركيز على مجال الغناء. وصار معروفًا بفضل أسلوب غنائه الفريد، الذي يشمل التقنيات الغنائية، القفزات الصوتية والإيقاعات المعقدة، مما يجعل صوته آلة موسيقية قوية. كان من أوائل الذين استخدموا تسجيلات عدة طبقات صوتية له ليصنع الغناء الصوتي بدون أدوات موسيقية.
وخلال التسعينيات وسّع مجالات عمله وأصبح قائد الأوركسترا أيضًا. وحاليًا يستمر ماكفيرين في تأليف الأعمال الموسيقية والعروض، حيث يبرز العلاقة بين الموسيقى، التربية ووعي الجمهور. معروف أيضًا بمنهجيته الروحية والفلسفية للحياة وللموسيقى.

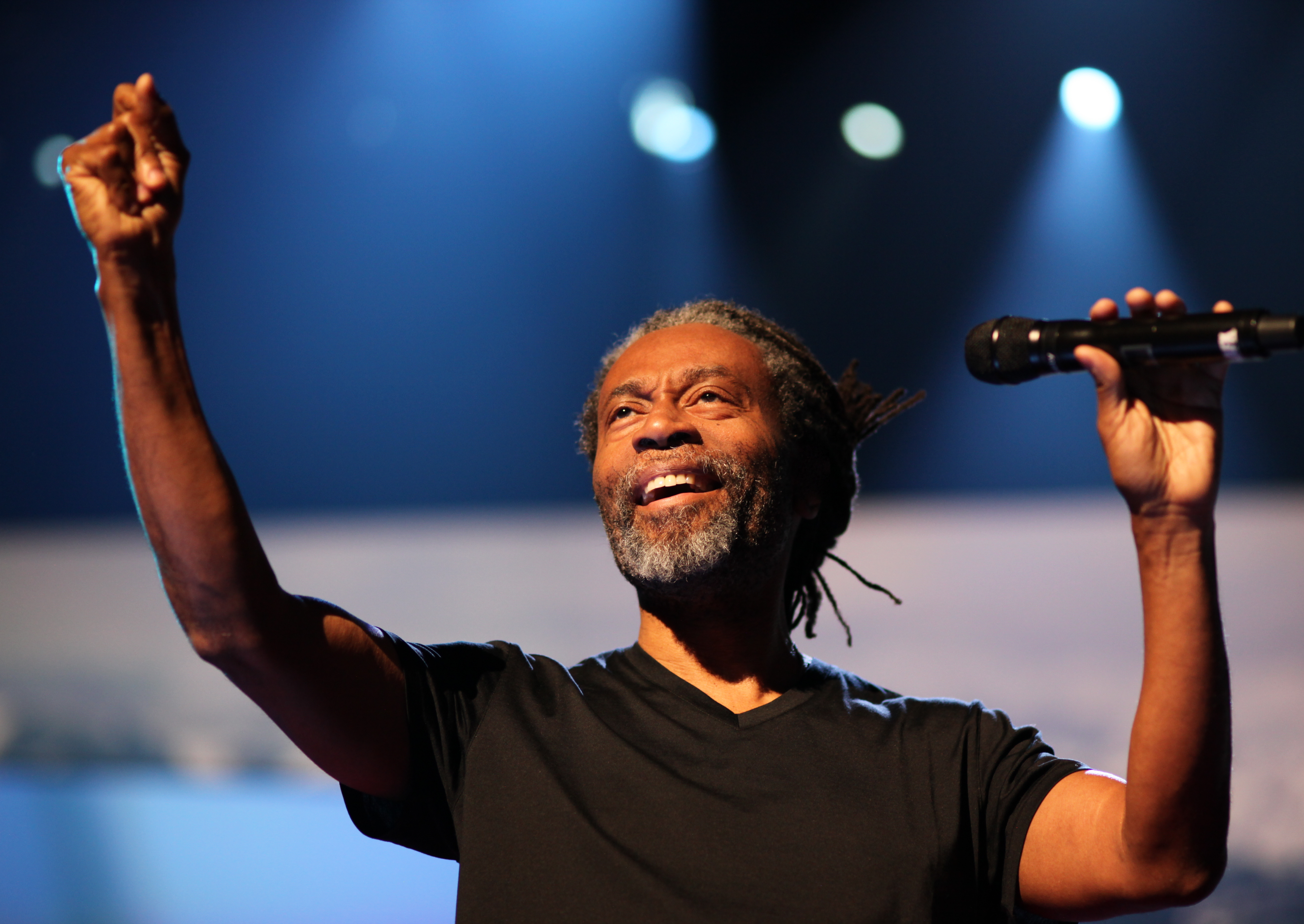
ماكفيرين، 2011

## جوائز وتقديرات
حصل ماكفيرين على 10 جوائز غرامي، من أبرزها:
- 1989: جائزة غرامي في مجال أغنية العام، أفضل أداء صوتي لمغني بوب وأفضل ألبوم بفضل أغنيته "Don't Worry, Be Happy".

- جائزة التميز للموسيقى الجاز على مساهماته لعالم الجاز والدمج بين الأنماط.

- ميدالية شرف من أوركسترا فيينا الفيلهارمونية.

كما بيعت ألبوماته بملايين النسخ في عدد كبير من الدول.